# Bordzjomi
Bordzjomi (georgisk: ბორჯომი) er en kurby i den sydlige del af det centrale Georgien, med 11.194 (2023) indbyggere. Byen udgør et af distrikterne i Samtskhe-Javakheti-regionen, hvor den ligger i den nordvestlige del i den naturskønne Bordzjomikløft i den østlige udkant af Bordzjomi-Kharagauli Nationalpark. Byen er kendt for sit mineralvand, det romanovske sommerpalads i Likani, og Bordzjomi-Kharagauli nationalparken. Mineralvandet fra Bordzjomi er i særdeleshed kendt i landene i det tidligere Sovjetunionen; tapningen af mineralvand er en stor indtægtskilde i området. På grund af den formodede helbredende effekt af områdets mineralske kilder, er Bordzjomi en hyppig destination for folk med helbredsproblemer.
Der går en smalsporsbane fra byen til Bakuriani. 

## Borjom-Kharagauli Nationalpark
Bordzjomi-Kharagauli Nationalparkens administration, hotel og besøgscenter ligger på adressen Meskheti street 23, Borjomi.